# 凯尔特人女子足球俱乐部
凯尔特人女子足球俱乐部（Celtic F.C. Women）是一支苏格兰职业女子足球队，它是凯尔特人足球俱乐部的女子隊。他们目前正參加苏格兰女子足球超级联赛，这是苏格兰女子足球的顶级联赛。  2018年12月，凯尔特人女足決定成为苏格兰第一支职业女子足球队，并于2020年1月正式開啟職業化道路。